# 四家魁星楼
四家魁星楼，位于中国甘肃省民乐县，为一个省级文物保护单位，类型为古建筑。
四家魁星楼的历史年代为清。